# Odomasta
Odomasta is een monotypisch geslacht van spinnen uit de  familie van de Zoridae (stekelpootspinnen).

## Soort
- Odomasta guttipes Simon, 1903